# مسجد المحكمة
مسجد المحكمة هو من مساجد فلسطين، ويقع في حي الشجاعية، في شارع بغداد بالقرب من برج الكمال، ولقد أنشئ هذا المسجد في القرن التاسع، وكان هذا الجامع مدرسة ثم محكمة للقضاء، والمدرسة أسسها الأمير بردبك الدودار عام 859هـ أيام الملك الأشرف أبو النصر إينال، ويتميز المسجد بأنشطته العديدة والمميزة.
ويتميز المسجد بموقعه على شارع بغداد وفي مقدمة حي الشجاعية، كما يتميز بأنشطته النوعية مثل الرحلات والمسابقات والندوات وتقديم المساعدات وغيرها.